# Юричич, Лука
Лука Юричич (босн. Luka Juričić; род. 25 ноября 1996, Нойштадт-ан-дер-Айш, Бавария) — боснийский футболист, нападающий клуба «Пюник».

## Клубная карьера
Юричич — воспитанник клубов «Зриньски» и «Широки-Бриег». 8 апреля 2017 года в матче против «Витез» он дебютировал в чемпионате Боснии и Герцеговины в составе последних. В своём дебютном сезона игроком помог команде завоевать Кубок Боснии и Герцеговины. После Лука переехал в Хорватию и выступал за клубы низших дивизионов «Неретванач» и «Неретва». Летом 2019 года Юричич подписал контракт с клубом «Шибеник». 17 августа в матче против дублёров «Хайдука» он дебютировал в Первой лиге Хорватии. 25 августа в поединке против «Рудеша» Лука забил свой первый гол за «Шибеник». 
Летом 2020 года Юричич вернулся на родину, подписав контракт с «Железничаром». 1 августа в матче против «Вележа» он дебютировал за новую команду. В этом же поединке Лука забил свой первый гол за «Железничар». 
В начале 2022 года Юричич перешёл в южнокорейский «Гимпо Ситизен». 15 марта в матче против «Гангхам Асан» он дебютировал во Второй K-Лиге. Летом того же года Юричич перешёл в армянский «Пюник». 13 июля в матче квалификации Лиги чемпионов против румынского ЧФР он дебютировал за новую команду. 26 июля в поединке против люксембургского «Ф91 Дюделанж» Лука сделал «дубль», забив свои первые голы за «Пюник». 29 августа в матче против «Ноа» он дебютировал в чемпионате Армении. 3 ноября в матче Лиги конференций против швейцарского «Базеля» он забил гол. По итогам сезона он стал лучшим бомбардиром чемпионата, забив 17 мячей. 

## Достижения
Клубные
 «Широки-Бриег»
- Обладатель Кубка Боснии и Герцеговины — 2016/2017

Индивидуальные
- Лучший бомбардир чемпионата Армении (17 мячей) — 2022/2023